# Le Riols
Le Riols is een gemeente in het Franse departement Tarn (regio Occitanie) en telt 116 inwoners (2009). De plaats maakt deel uit van het arrondissement Albi.

## Geografie
De oppervlakte van Le Riols bedraagt 5,1 km², de bevolkingsdichtheid is dus 22,7 inwoners per km².
De onderstaande kaart toont de ligging van Le Riols met de belangrijkste infrastructuur en aangrenzende gemeenten.

## Demografie
Onderstaande figuur toont het verloop van het inwonertal (bron: INSEE-tellingen).